# Domenico Vigna
Dominico Vigna (Florença, 1577? — 1647) foi um médico, botânico e horticultor italiano, professor na Universidade de Pisa. Foi prefeito (director) do Jardim Botânico de Pisa (Orto botanico di Pisa, antes Giardino de' Simplici da escola médica) nos períodos de 1609 a 1613, de 1615 a 1617 e de 1632 a 1634, e protomédico da cidade de Pisa (Protomedico della Città di Pisa).

## Biografia
O nome de Dominico Vigna é o epónimo do nome genérico do importante género Vigna Savi (Fabaceae).